# Liste der denkmalgeschützten Objekte in Wien/Innere Stadt
Die Liste der denkmalgeschützten Objekte in Wien/Innere Stadt enthält die 798 denkmalgeschützten unbeweglichen Objekte des 1. Wiener Gemeindebezirks Innere Stadt.